# Amphicteis pennata
Amphicteis pennata är en ringmaskart som beskrevs av Jeldes och Lefevre 1959. Amphicteis pennata ingår i släktet Amphicteis och familjen Ampharetidae. Inga underarter finns listade i Catalogue of Life.